# José Abreu Felippe
José Abreu Felippe (La Habana, 19 de marzo de 1947) es un poeta, narrador y dramaturgo de Cuba. Se exilió en 1983, y desde entonces ha vivido en Madrid y en Miami.

## Obra
Ha publicado siete volúmenes de poesía, Orestes de noche (Playor, Madrid, 1985), Cantos y elegías (Verbum, Madrid, 1992), El tiempo afuera (Premio Internacional de Poesía Gastón Baquero, 2000), De vuelta (Linkgua, Barcelona, 2012), El tiempo a la mitad (Alexandria Library, 2015), El tiempo sometido: mi poesía 1973-2016 (Neo Club Ediciones, 2016), que reúne, además de los libros publicados en el género, poemarios y poemas que aparecen por primera vez y Morir por tramos (Editorial el ateje, 2020). Como dramaturgo, ha dado a conocer Amar así (Ediciones Universal, Miami, 1988), Teatro (Verbum, Madrid, 1998), que reúne cinco piezas, Rehenes (Ollantay, Nueva York, 2003), Tres piezas (Editorial Silueta, Miami, 2010) y Árido (obra integrada al libro Tres dramaturgos, tres generaciones), publicado por la Editorial Silueta, en Miami, en el 2012. En conmemoración del 40 aniversario del éxodo del Mariel, reeditó la pieza Amar así (Editorial El Ateje, Miami, 2020), obra escrita en Cuba en 1980, mientras transcurría el éxodo del Mariel. En el 2021 ha compilado parte de su dramaturgia en Teatro reunido (Editorial El Ateje). 
Ha publicado ocho volúmenes de relatos, Cuentos mortales (Editorial Universal, Miami, 2003), Yo no soy vegetariano (Editorial El Almendro, Miami, 2006), Confrontaciones (Alexandria Library, 2018), El camino de ayer (Alexandria Library, 2019), Treinta y dos historias (Alexandria Library, 2021), Las moscas verdes (Ediciones La Gota de Agua, Filadelfia, 2021), Cuentos desnudos (Editorial El Ateje, 2023), Cuentos idos (Editorial La Gota de Agua. 2024) y Paseo con tulipanes y otros paisajes (Editorial El Ateje, 2025). Además, ha publicado las novelas Siempre la lluvia (finalista en el concurso Letras de Oro, 1993), Sabanalamar (Ediciones Universal, Miami, 2002), Dile adiós a la Virgen (Poliedro, Barcelona, 2003), Barrio Azul (Editorial Silueta, Miami, 2008) y El instante (Editorial Silueta, Miami, 2011), que conforman la pentalogía El olvido y la calma.
Su libro 121 lecturas (New Club Press, 2014), reúne una selección de las reseñas de libros publicadas mayoritariamente en el periódico El Nuevo Herald de Miami. Compiló el libro Poesía exiliada y pateada (Alexandria Library, 2016). La memoria del tiempo (Editorial El Ateje, Miami, 2022), reúne artículos, presentaciones de libros, conferencias y entrevistas al autor. 
En unión de sus hermanos, los también escritores Nicolás Abreu Felippe y Juan Abreu, escribió ese homenaje a su madre, fallecida en accidente de tráfico, titulado Habanera fue (1999)